# Гаррісон Омоко
Гаррісон Оровіанор Омоко (англ. Harrison Orovianor Omokoh; 12 грудня 1981, Варрі) — нігерійський футболіст, захисник клубу «Арсенал-Київщина».

## Клубна кар'єра
Гаррісон Омоко народився у нігерійському місті Варрі, штат Дельта, 12 грудня 1981 року. Змалечку захоплювався футболом, згодом потрапив до юнацької команди «Бендел Іншуренс», а за деякий час перейшов до «Плато Юнайтед», де й дебютував на професійному рівні.
В Україні, у складі київського «Динамо», Гаррісон Омоко з'явився 20-тирічним юнаком на початку 2001 року. 23 березня 2001 року відбувся офіційний дебют Гаррісона в українському чемпіонаті. У складі «Динамо-2» він вийшов на поєдинок проти нікопольського «Електрометалурга-НЗФ». Того таки року Омоко був відданий в оренду до Ізраїлю в команду «Хапоель» із міста Беер-Шева, але не зігравши в тамтешньому чемпіонаті жодного матчу захисник повернувся до київського «Динамо». У київському клубі Омоко грав лише за другий та третій склад. Загалом же провів за киян 47 поєдинків. Пограв Гаррісон і в іншому столичному клубі — «Арсеналі», щоправда за «канонірів» провів лише три матчі.
Навесні 2003 року захисник перейшов до полтавської «Ворскли». І у своєму ж другому поєдинку за полтавчан у грі проти «Олександрії» на першій доданій хвилині першого тайму відзначився забитим голом. Всього у футболці «Ворскли» Гаррісон Омоко провів 40 зустрічей, в яких забив 6 голів. Згодом були виступи у луцькій «Волині»: спочатку Омоко грав за лучан з 2004 по 2006 рік, а через чотири року знову повернувся до «хрестоносців». У цілому ж захисник провів у футболці луцького клубу 39 матчів.
2006 року Гаррісон Омоко вирушив до Криму, де у складі сімферопольської «Таврії» провів 41 гру, а за два роки оборонець поїхав до Луганська у місцеву «Зорю», де впродовж двох сезонів провів за луганчан 40 поєдинків. Загалом за свою кар'єру в Прем'єр-лізі на рахунку нігерійського захисника 161 матч, в яких Омоко зумів шість разів відзначитись голом.
2011 року Гаррісон Омоко був вимушений залишатися поза великим футболом, утім підтримував ігрову форму граючи за київський аматорський футзальний колектив «ГазМяс». А вже за рік, 2012 року почав виступ за аматорський колектив «Володарка». Наступні два сезони Омоко провів у рубежівському аматорському «Соколі», а на Меморіалі Макарова 2016 року грав за «Обухів».
1 березня 2016 року став гравцем друголігового клубу «Арсенал-Київщина».

## Збірна
13 листопада 1999 року провів свій єдиний матч за збірну Нігерії у товариській грі проти збірної Греції (0:2).